# Manfred Greiffenhagen
Manfred Greiffenhagen (auch Greifenhagen; * 20. Juli 1896 in Berlin; † 19. Januar 1945 im KZ Dachau) war deutscher Schriftsteller und Kabarettautor.

## Leben
Im KZ Theresienstadt verfasste Manfred Greiffenhagen zahlreiche Texte für das Lager-Kabarett und wurde, ebenso wie der Regisseur Kurt Gerron und die übrigen Darsteller, dazu gezwungen, an einem beschönigenden Propagandafilm über das KZ Theresienstadt mitzuarbeiten. Der offizielle Titel lautet: Theresienstadt. Ein Dokumentarfilm aus dem jüdischen Siedlungsgebiet, bekannter aber unter dem Titel Der Führer schenkt den Juden eine Stadt.
1944 wurde Manfred Greiffenhagen, wie die anderen Mitwirkenden nach Fertigstellung des Films, nach Auschwitz deportiert und starb 1945 im Konzentrationslager Dachau.